# Oise (folyó)
Az Oise folyó Belgium és Franciaország területén, a Szajna jobb oldali mellékfolyója.

## Nevének eredete
A neve rokonságot mutat az Eisack (Isarco), Isère, Isar folyónevekkel, jelentése sebes víz, folyó.

## Földrajzi adatok
Belgiumban, Hainaut tartományban ered 309 méteres tengerszint feletti magasságban, és Franciaországban, Yvelines megyében, Conflans-Sainte-Honorine-nél torkollik az Szajnába. Hossza 341,1 km, vízgyűjtő területe 16 667 km². Átlagos vízhozama 110 m³ másodpercenként.

## Hajózás
Az Oise régóta hajózott folyó. A múltban már lett csatornázva is, de nem felelt meg az követelményeknek. Ha véget érnek az újabb munkálatok (Seine-Nord-csatorna) a folyón, a környező és párhuzamos csatornákon, befogadhatja a Freycinet szabványú hajókat is (38×5 m). E hajókkal rövidebb úton lesz elérhető Dunkerque, Antwerpen és Rotterdam. 
Mellékfolyói az Aronde, Thérain, Aisne, Automne és az Aunette. Két megye névadója. 

## Megyék és városok a folyó mentén
- Aisne: Hirson
- Oise: Compiègne, Creil
- Val-d’Oise: Cergy, Pontoise
- Yvelines: Conflans-Sainte-Honorine

## Külső hivatkozások
- services.sandre.eaufrance.fr
- Térkép a belga részről (franciául)